# Verzet (fiets)
Verzet is de afstand die een fiets aflegt als de pedalen een keer worden rondgedraaid.
Het verzet is gelijk aan de omtrek van het aangedreven wiel, vermenigvuldigd met het aantal tanden op het kettingblad (bij de pedalen) en gedeeld door het aantal tanden van het achtertandwiel.
Een redelijk verzet is ongeveer vier meter. 
Met een versnellingsmechanisme (naafversnelling of derailleur) kan het verzet aan de voorkeur van de berijder en de omstandigheden worden aangepast.

## Vouwfiets
Een vouwfiets heeft kleinere wielen dan een normale fiets.
Om toch een redelijk verzet te krijgen is bij zo'n fiets de verhouding van de kettingwielen anders.

## Hoge bi
Een hoge bi, daarentegen, heeft helemaal geen kettingwielen.
Hier wordt het verzet dan ook verkregen door een groot wiel te gebruiken, waarbij de beenlengte van de berijder de grens is. Aangezien de reikwijdte van kruis tot voetzool niet meer dan circa 87 cm is, en er ook nog ruimte nodig is voor het zadel en de crank, kan de wieldiameter niet meer dan circa 1,3 meter zijn, waardoor een verzet van vier meter het maximaal haalbare is. Voor wielrennen is dit te weinig.
Met een dergelijk laag verzet wordt de snelheid beperkt door de trapfrequentie, terwijl de berijder nog voldoende krachtreserve heeft.

## Geen onbeperkte snelheid
Dat een groter verzet meer kracht vereist was niet goed bekend en in de begintijd van de kettingoverbrenging (die een hoger verzet mogelijk maakte) meenden sommigen dat een fiets nu zeer hoge snelheden kon bereiken. In de Kampioen verschenen artikelen waarin berekend werd dat je met een verzet van 15 meter gemakkelijk 100 km/h kunt fietsen.
Ook tegenwoordig stellen onervaren fietsers vaak een te hoog verzet in, denkend dat ze daarmee de snelheid verhogen.